# Al-Ahram
al-Ahram (in arabo الأهرام‎?, al-’Ahrām; lett. "Le piramidi") è un quotidiano egiziano fondato nel 1875. È uno dei giornali maggiormente diffusi in Egitto ed è il secondo per anzianità dopo al-Waqāʿī al-Miṣriyya, fondato nel 1828.
Oltre all'edizione principale pubblicata in Egitto, il giornale pubblica altre due edizioni in lingua araba, una rivolta al mondo arabo e l'altra a un pubblico internazionale, nonché edizioni in inglese e francese.

## Storia
Il giornale fu fondato da due fratelli siriani, Bishāra e Salīm Taqlā, residenti ad Alessandria d'Egitto. Inizialmente al-Ahrām usciva con cadenza settimanale ogni sabato. Il giornale fu distribuito in Egitto e nel Mashreq. Due mesi dopo la fondazione del giornale, i fratelli Taqla decisero di trasformarlo in quotidiano. Nel novembre 1899 la sede di al-Ahrām fu trasferita al Cairo. Alcuni fra i primi contributori di questo giornale furono dotti religiosi, come Muhammad Abduh e Jamal al-Din al-Afghani.
Al-Ahrām ha sede al Cairo ed è posto sotto il controllo del Ministero egiziano dell'Informazione, ma malgrado ciò gode di un'elevata reputazione in tutto il mondo arabofono.

### Settimanali
Ha due versioni settimanali in lingua non araba: una in lingua inglese (Al-Ahram Weekly, fondata nel 1991) e una in francese (Al-Ahram Hebdo).

## Scrittori
Scrittori di fama che contribuirono al giornale:
- Nagib Mahfuz (1911–2006), premiato nel 1988 con il Premio Nobel per la Letteratura.
- Salāma Mūsā سلامة موسى
- Ṭāhā Ḥusayn طه حسين
- Yūsuf Idrīs ﻳﻮﺳﻒ إﺩﺭﻳﺲ
- Iḥsān ʿAbd al-Quddūs إحسان عبد القدوس
- Muḥammad Ḥassanayn Haykal محمد حسنين هيكل